# Santa Cruz (departement)
 For alternative betydninger, se Santa Cruz. (Se også artikler, som begynder med Santa Cruz)
Santa Cruz er med et areal på 370.621 km² det største departement i Bolivia. Ved folketællingen i 2012 havde departementet en befolkning på 2.655.084 indbyggere. Hovedstaden er Santa Cruz de la Sierra. Departementet er et af de rigeste i Bolivia og er rigt på naturgasreserver.
Departementet har i flere år været i konflikt med centralregeringen i La Paz om fordelingen af ressourcer. Efter en folkeafsteming i 2008 om uafhængighed opnåede departementet med Bolivias forfatning fra 2009 en form for autonomi i forhold til centralregeringen. Den tildelte autonomi har dog ikke bilagt uenighederne mellem departementet og centralregeringen.

## Regering og administration
I henhold til Bolivias nuværende forfatning er den højeste myndighed i departementet guvernøren. Tidligere var departementet ledet af en præfekt, der indtil 2005 blev udpeget af Bolivias præsident. I 2005 blev præfekten første gang valgt af befolkningen for en periode på fem år, og i 2010 var landets nye forfatning trådt i kraft, hvorved departementet ledes af en guvernør valgt ved direkte valg for en periode på fem år. Som guvernør blev i 2010 valgt Rubén Costas, der har været stærkt kritisk over for Bolivias centralregering og daværende præsident Evo Morales.
Santa Cruz har endvidere en Departemental Forsamling (Asamblea Departamental), der afløste det tidligere Departementale Råd (Consejo Departamental). Forsamlingen har begrænset lovgivende myndighed inden for udvalgte områder.

## Geografi
Departementet dækker et stort og forskelligartet område i det østlige Bolivia. Store dele af departementet er dækket af regnskov, der strækker sig fra Andesbjergene i vest til grænsen mod Brasilien i øst. Departementet Santa Cruz er det største af Bolivias departementer og er ca. 8,5 gange større end Danmarks areal.
I den vestlige del ligger en række tempererede skråninger, dale og forbjerge til Andesbjergene og i den nordlige og sydlige del ligger to forskellige lavlandsområder: Beni og Chaco. I den nordøstlige del er det flade slette Llanos Chiquitanos og over sletten ligger bjergene Serranías Chiquitanas. I den østlige del ligger dele af verdens største tropiske vådområde Pantanal.
En lang række floder løber gennem Santa Cruz-departementet mod Amazonbassinet. De største floder er Río Grande og Mamoré.

### Klima
Som i det øvrige Bolivia varierer klimaet voldsomt afhængig af højden over havet. Store dele af Santa Cruz er placeret i 400-500 over havet og i disse områder er klimaet subtropisk og varmt det meste af året. I lavlandet er klimaet tropisk. Vintrene er korte og varer 2-3 måneder, men kan pludselig blive meget kolde, når iskolde sydlige vinde fra Argentinas Andesbjerge ("Surazos") får temperaturerne til at falde med op til 30 grader på et døgn. Den ekstreme kulde varer sjældent mere end nogle få dage.

## Økonomi
Departementets økonomi er i vidt omfang baseret på landbrug med afgrøder som sukkerrør, bomuld, soyabønner og ris. De opdyrkede områder har vokset hurtigt de seneste år i takt med indførelse af moderne landbrugsteknikker. Klimaet i området muliggør at der høstes to gange årligt.
Departementet er rigt på olie og særlig naturgas og der er gennem de seneste 10 opstået en betydelig olie- og gasindustri i området.
I departementer er rige mineralforekomster, herunder verdens næststørste jernmalmreserve, kaldet El Mutún, samt store forekomster af magnesium. Jernmalm-forekomsterne i El Mutún i provinsen Germán Busch spreder sig over grænsen til Brasilien.

## Demografi
Området var oprindelig beboet af en række indianske stammer, herunder Guraní. De første europæiske bosættere var primært spaniere, der fulgte med Ñuflo de Chávez, ligesom der i området bosatte sig flamlændinge, tyskere, portugisere og italienere, der arbejdede for den spanske krone. Blandt de første bosættere var også sefardiske jøder. der havde konverteret til kristendommen efter at være blevet forfulgt under den Spanske inkvisition.
Santa Cruz har en multikulturel befolkning: 40% er Castizo, der nedstammer fra både mestizer og europæere, 50% er hvide og 10% nedstammer fra den oprindelige befolkning.

## Provinser i Santa Cruz
Santa Cruz er inddelt i 15 provinser (provincias):
| Provins                | Adm. centrum            | Areal (km²) |           |
| ---------------------- | ----------------------- | ----------- | --------- |
| Andrés Ibáñez          | Santa Cruz de la Sierra | 4.821       | 1.653.001 |
| Ignacio Warnes         | Warnes                  | 1.216       | 108.888   |
| José Miguel de Velasco | San Ignacio             | 65.425      | 69.972    |
| Ichilo                 | Buena Vista             | 14.232      | 92.721    |
| Chiquitos              | San José                | 31.429      | 82.429    |
| Sara                   | Portachuelo             | 6.886       | 42.278    |
| Cordillera             | Lagunillas              | 86.245      | 120,111   |
| Vallegrande            | Vallegrande             | 6,414       | 26,576    |
| Florida                | Samaipata               | 4,132       | 32,842    |
| Obispo Santiesteban    | Montero                 | 3,673       | 181,169   |
| Ñuflo de Chávez        | Concepción              | 54,150      | 116,545   |
| Ángel Sandoval         | San Matías              | 37,442      | 14,415    |
| Manuel Maria Caballero | Comarapa                | 2.310       | 23,267    |
| Germán Busch           | Puerto Suárez           | 24.903      | 42,799    |
| Guarayos               | Ascensión               | 20.293      | 48,301    |

## Bevægelse for autonomi
I de senere år er der gjort fund af store naturgasressourcer i departementet. Fundet af naturgasressourcerne faldt tidsmæssigt sammen med en gryende selvstændighedsbevægelse blandt primært højlandets befolkning af aymaraer og quechuaer. De potentielle indtægter fra udnyttelse af naturgassen skabte spændinger mellem centralregeringen, der ønskede at udnytte indtægterne til bl.a. højlandets befolkningsgrupper, hvorimod befolkningen i Santa Cruz ønskede indflydelse på udnyttelsen af ressourcerne og yderligere statslige investeringer i departementets infrastruktur. Konflikten, der ofte er benævnt Bolivias gaskrig medførte voldsomme spændinger i Bolivia, der dog blev dæmpet ved vedtagelse af forfatningen af 2009, der i et vist begrænset omfang imødekom Santa Cruz' ønske om større autonomi.
Forinden vedtagelsen af forfatningen i 2009 havde lokalregeringen i Santa Cruz afholdt en folkeafstemning i maj 2008 om autonomi for departementet. Folkeafstemningen var et led i de store spændinger mellem Santa Cruz og centralregeringen og præsident Evo Morales, herunder Morales' forsøg på at ændre Bolivias forfatning. Ved afstemningen stemte mere end 80% for autonomi. Centralregeringen afviste, at afstemningen var gyldig.
Ved vedtagelsen af den nye forfatning blev der meddelt en vis form for autonomi til departementet.
Santa Cruz er af den opfattelse, at centralregeringen ikke i tilstrækkelig grad investerer i infrastruktur i departementet på trods af, at Santa Cruz bidrager med 64% af Bolivias fødevareproduktion og med 40% af Bolivias økonomi. Væksten i Santa Cruz medfører, at departementet tiltrækker store grupper arbejdssøgende, hvilket medfører behov for investeringer i skoler, hospitaler, veje og andre fornødenheder.

## Sprog
De dominerende sprog i departementet er spansk og Quechua. Quechua tales af mange i området som følge af de mange tilflyttere vestfra. Befolkningen taler følgende sprog:
| Sprog                   | Departement | Bolivia   |
| ----------------------- | ----------- | --------- |
| Quechua                 | 256,480     | 2,281,198 |
| Aymara                  | 52.698      | 1.525.321 |
| Guaraní                 | 45.574      | 62.575    |
| Andre oprindelige sprog | 19.167      | 49.432    |
| Spansk                  | 1.846.263   | 6.821.626 |
| Udenlandske             | 100.345     | 250.754   |
| Kun oprindelige         | 40.796      | 960.491   |
| Oprindelige og spansk   | 315.064     | 2.739.407 |
| Spansk og udenlandsk    | 1.559.541   | 4.115.751 |

## Turistattraktioner
- Jesuitmissionerne i Chiquitos, optaget på UNESCOs Verdensarvsliste
- Fuerte de Samaipata, et arkæologisk udgravningsområde med ruiner af tidligere præcolumbianske kulturer.
- Santa Cruz indeholder 5 nationalparker og syv naturbeskyttelsesområder, herunder bl.a.
  - Noel Kempff Mercado nationalpark, optaget på UNESCOs Verdensarvsliste og
  - Kaa-Iya del Gran Chaco National Park, Bolivias største nationalpark med et areal på størrelse med Belgien
  - Yvaga Guazu Ecological Park

## Eksterne links
- Wikimedia Commons har flere filer relateret til Santa Cruz (departement)
- Information om Santa Cruz Departementet

18°25′05″S 62°20′42″V / 18.418°S 62.345°V
|  | Infoboks uden skabelon Denne artikel har en infoboks dannet af en tabel eller tilsvarende. |